# 319090 Barbarahillary
319090 Barbarahillary è un asteroide della fascia principale esterna. Scoperto nel 2005, presenta un'orbita caratterizzata da un semiasse maggiore pari a 3,074244 UA e da un'eccentricità di 0,111822, inclinata di 7,368670° rispetto all'eclittica.